# Domina (Fernsehserie)
Domina ist eine britische historische Dramaserie mit Nadia Parkes (Folge 1–2) und Kasia Smutniak (ab Folge 3) als Livia Drusilla. Schöpfer und Drehbuchautor der Serie ist Simon Burke. Regie führten Claire McCarthy, David Evans und Debs Paterson. 
Die Serie wurde am 14. Mai 2021 auf Sky Atlantic Italia veröffentlicht. In Deutschland wurde die komplette Staffel am 3. Juni 2021 über Sky X und Sky Q zum Abruf veröffentlicht. Die lineare Ausstrahlung auf Sky Atlantic erfolgte vom 3. bis 24. Juni 2021. Die deutsche Erstausstrahlung der zweiten Staffel fand vom 7. bis 28. September 2023 auf Sky Atlantic statt.

## Handlung
Die Serie verfolgt die Entwicklung und den Aufstieg von Livia Drusilla vom jungen Mädchen zur einflussreichen römischen Herrscherin.
Nach der Ermordung von Julius Caesar müssen sich Livia und ihr Gefolge in einer brutalen Gesellschaft behaupten.

## Produktion und Hintergrund
Die Dreharbeiten fanden ab November 2019 statt, gedreht wurde in den Cinecittà-Studios in Rom. Aufgrund der COVID-19-Pandemie wurden die Arbeiten unterbrochen und im Sommer 2020 fortgesetzt. Jene Szenen, in denen das alte Rom von einer Infektionswelle heimgesucht wird entstanden vor Beginn der COVID-19-Pandemie.
Produziert wurde die Serie von Sky Studios und Fifty Fathoms, die Serviceproduktion in Italien übernahm Cattleya und den internationalen Vertrieb NBCUniversal Global Distribution.
Für das Kostümbild zeichnete Oscar-Preisträgerin Gabriella Pescucci verantwortlich, für das Szenenbild Luca Tranchino, für das Maskenbild Katia Sisto und für das Hair-Design Claudia Catini.
Mit dem Titel Domina ist die Hausherrin gemeint.

## Besetzung und Synchronisation
Die deutschsprachige Synchronisation übernahm die Iyuno Germany. Dialogregie führte Hilke Flickenschildt, die auch das Dialogbuch schrieb.
| Rolle                  | Darsteller                 | Synchronsprecher    |
| ---------------------- | -------------------------- | ------------------- |
| Livia Drusilla         | Kasia Smutniak             | Alexandra Wilcke    |
| Livia Drusilla         | Nadia Parkes (jung)        | Lydia Morgenstern   |
| Augustus               | Matthew McNulty            | Leonhard Mahlich    |
| Augustus               | Tom Glynn-Carney (jung)    | Amadeus Strobl      |
| Agrippa                | Ben Batt                   | Jaron Löwenberg     |
| Agrippa                | Oliver Huntingdon (jung)   | Sebastian Kluckert  |
| Livias Vater Livius    | Liam Cunningham            | Martin Umbach       |
| Scribonia              | Christine Bottomley        | Ranja Bonalana      |
| Scribonia              | Bailey Spalding (jung)     | Josephine Schmidt   |
| Antigone               | Colette Dalal Tchantcho    | Katharina Spiering  |
| Antigone               | Melodie Wakivuamina (jung) | Alice Bauer         |
| Tiberius Claudius Nero | Enzo Cilenti               | Sebastian Fitzner   |
| Tiberius               | Earl Cave (Staffel 1)      | Uve Teschner        |
| Tiberius               | Benjamin Isaac (Staffel 2) | Uve Teschner        |
| Drusus                 | Ewan Horrocks              | Nicolas Rathod      |
| Iullus Antonius        | Joseph Ollman              | Fabian Oscar Wien   |
| Iulia                  | Liah O’Prey                | Patrizia Carlucci   |
| Octavia                | Claire Forlani             | Christin Marquitan  |
| Maecenas               | Youssef Kerkour            | Jan Odle            |
| Messalla Corvinus      | Anthony Barclay            | Frank Röth          |
| Marcus Antonius        | Liam Garrigan              |                     |
| Piso                   | Darrell D’Silva            | Axel Lutter         |
| Sextus Pompeius        | Tom Forbes                 | Roman Wolko         |
| Livias Feindin Balbina | Isabella Rossellini        | Susanna Bonasewicz  |
| Tycho                  | Alex Lanipekun             | Matti Klemm         |
| Libo                   | Peter Campion              | Viktor Neumann      |
| Domitius               | David Avery                | Jan Makino          |
| Marcellus              | Finn Bennett               | Konrad Bösherz      |
| Marcella               | Alaïs Lawson               | Marieke Oeffinger   |
| Antonia die Ältere     | Hannah Chinn               | Clara Drews         |
| Antonia die Ältere     | Emma Canning (jung)        | Clara Drews         |
| Antonia die Jüngere    | Isabelle Connolly          | Marie Hinze         |
| Antonia die Jüngere    | Beau Gadsdon (jung)        | Marie Hinze         |
| Vipsania               | Joelle                     |                     |
| Crassus                | Lex Shrapnel               | Sven Gerhardt       |
| Vistilius              | Ethan Moorhouse            | Marius Clarén       |
| Obervestalin Turia     | Alexandra Moen             | Manja Doering       |
| Ursa                   | Mia Jenkins                | Friedel Morgenstern |
| Gemina                 | Yuliia Bol                 | Maria Hönig         |
| Ballomar               | Wolf Danny Homann          | Wolf Danny Homann   |

## Episodenliste

### Staffel 1
| Nr. (ges.) | Nr. (St.) | Deutscher Titel | Originaltitel | Erstausstrahlung IT | Deutschsprachige Erstausstrahlung (D) | Regie           | Drehbuch    |
| ---------- | --------- | --------------- | ------------- | ------------------- | ------------------------------------- | --------------- | ----------- |
| 1          | 1         | Untergang       | Fall          | 14. Mai 2021        | 3. Juni 2021                          | Claire McCarthy | Simon Burke |
| 2          | 2         | Aufstieg        | Rise          | 14. Mai 2021        | 3. Juni 2021                          | Claire McCarthy | Simon Burke |
| 3          | 3         | Familie         | Family        | 14. Mai 2021        | 10. Juni 2021                         | Claire McCarthy | Simon Burke |
| 4          | 4         | Geheimnisse     | Secrets       | 14. Mai 2021        | 10. Juni 2021                         | David Evans     | Simon Burke |
| 5          | 5         | Pest            | Plague        | 14. Mai 2021        | 17. Juni 2021                         | David Evans     | Simon Burke |
| 6          | 6         | Nachtschatten   | Nightshade    | 14. Mai 2021        | 17. Juni 2021                         | Debs Paterson   | Simon Burke |
| 7          | 7         | Verrat          | Treason       | 14. Mai 2021        | 24. Juni 2021                         | David Evans     | Simon Burke |
| 8          | 8         | Glück           | Happiness     | 14. Mai 2021        | 24. Juni 2021                         | David Evans     | Simon Burke |

### Staffel 2
| Nr. (ges.) | Nr. (St.) | Deutscher Titel | Originaltitel | Erstausstrahlung | Deutschsprachige Erstausstrahlung (D) | Regie             | Drehbuch        |
| ---------- | --------- | --------------- | ------------- | ---------------- | ------------------------------------- | ----------------- | --------------- |
| 9          | 1         | Verschwörung    | Conspiracy    | 9. Juli 2023     | 7. Sep. 2023                          | David Evans       | Simon Burke     |
| 10         | 2         | Hochzeit        | Wedding       | 9. Juli 2023     | 7. Sep. 2023                          | David Evans       | Simon Burke     |
| 11         | 3         | Betrug          | Betrayal      | 16. Juli 2023    | 14. Sep. 2023                         | David Evans       | Simon Burke     |
| 12         | 4         | Exil            | Exile         | 23. Juli 2023    | 14. Sep. 2023                         | Sallie Aprahamian | Simon Burke     |
| 13         | 5         | Sakrileg        | Sacrilege     | 30. Juli 2023    | 21. Sep. 2023                         | Sallie Aprahamian | Rachel Paterson |
| 14         | 6         | Freiheit        | Freedom       | 6. Aug. 2023     | 21. Sep. 2023                         | Sallie Aprahamian | Simon Burke     |
| 15         | 7         | Fluch           | Curse         | 13. Aug. 2023    | 28. Sep. 2023                         | David Evans       | Simon Burke     |
| 16         | 8         | Kontrolle       | Control       | 13. Aug. 2023    | 28. Sep. 2023                         | David Evans       | Simon Burke     |

## Rezeption
Bert Rebhandl meinte auf DerStandard.at, dass vor allem ein Publikum Spaß an der Serie finden würde, das zu dem Faktor Schund in einem entspannten, womöglich freundschaftlichen Verhältnis stehe. Und während die Netflix-Serie Barbaren sich einiges darauf zugutehielt, dass in ihr korrektes Latein gesprochen wurde, spreche man in Domina wieder das gute alte Snobisten-Englisch.
Matthias Halbig (RedaktionsNetzwerk Deutschland) befand, dass die beiden Livia-Darstellerinnen Nadia Parkes und Kasnia Smutiak Aufstieg und Herrschaft souverän spielten, sie seien der dominierende Grund, dieser Serie treu zu bleiben. Zuweilen nervig sei, dass die alten Römer fluchen wie (britische) Kesselflicker.
Ursula Scheer bezeichnete die Serie in der Frankfurter Allgemeinen Zeitung als „brutal boulevardeske Fernsehrenaissance der Antike“ und „schwülstige und oft unfreiwillig komische Nobel-Seifenoper“. Schleppend nehme das Drama seinen Gang. Dass das Ensemble nach zwei Episoden fast völlig ausgetauscht wird, trage mit dem römischen Namensvielerlei zur Verwirrung bei.